# ستيفن دينيس
ستيفن دينيس (بالإنجليزية: Stephen Dennis)‏ مواليد 2 أكتوبر 1987 في بنسيلفانيا، هو لاعب كرة سلة أمريكي. بدأ مسيرته الاحترافية في سنة 2010. يحمل الرقم 2. يبلغ طوله 6 قدم 6 بوصة (2.0 م). لعب مع نادي لوفين براونشفايغ لكرة السلة وملبورن يونايتد.

## روابط خارجية
- ستيفن دينيس على موقع سبورتس رفرنس (الإنجليزية)
- ستيفن دينيس على موقع كرة السلة الأوروبية.كوم (الإنجليزية)
- ستيفن دينيس على موقع ريلجم (الإنجليزية)
- ستيفن دينيس على موقع بروبوليرز (الإنجليزية)
- ستيفن دينيس على موقع سبورتس رفرنس (الإنجليزية)
- ستيفن دينيس على موقع سبورتس رفرنس (الإنجليزية)